# Serie A1 masculina de Voleibol de Italia 2014-15
La Serie A1 de voleibol masculino 2014-15 fue la 70.ª edición de la máxima división de voleibol de Italia, realizada entre el 18 de octubre de 2014 y el 13 de mayo de 2015. El ganador fue el Trentino Volley que se impuso al Pallavolo Modena en cuatro partidos en la serie de partidos de la final de los playoff, ganando el cuarto título de su historia.

## Sistema de competición
La 70.ª edición del campeonato de voleibol italiano fue la primera edición de la SuperLega, un campeonato parecido a las legas profesionales de Estados Unidos (NBA, NFL, NHL, MLB), donde no hay descensos de categoría y en la cual los equipos participan después de obtener una licencia de tres años.
Siguiendo un sistema de liga, los 13 equipos se enfrentaron todos contra todos en dos ocasiones —una en campo propio y otra en campo contrario— sumando un total de 24 jornadas. Los equipos reciben tres puntos por cada partido ganado por 3-0 o 3-1, dos punto por cada partido ganado 3-2, un punto por cada partido perdido por 2-3 y ninguno en caso de derrota por 1-3 o 0-3. 
Al final de la temporada regular los primeros ocho equipos clasificados se enfrentan en los cuartos de finales al mejor de tres partidos: el campeón de la temporada regular se enfrenta al octavo clasificado, el segundo al séptimo, el tercer al sexto y el cuarto al quinto. Los equipos mejor clasificado tendrán la ventaja de disputar el primer y el eventual tercer partido en campo propio. Los ganadores de los enfrentamientos se cruzarán en las semifinales donde el ganador del partido entre 1° y 8° se medirá con el ganador del partido entre 4° y 5°, mientras los ganadores del otros dos partidos de cuartos se enfrentan entre ellos. Otra vez la serie es al mejor de tres partidos y el equipo mejor clasificado en la temporada regular disputa el primer y el eventual tercer partido en el propio pabellón.
Los ganadores de las semifinales se enfrentan en la serie de final de los playoff, esta vez al mejor de cinco partidos.
Además los primeros ocho equipos al término de la primera vuelta se clasifican por la Copa Italia 2014-15.

## Equipos
Tras 26 temporadas un histórico de la Serie A1 de voleibol, el PV Cuneo non se inscribe al campeonato debido a la ausencia de patrocinadores. El  Vibo Valentia también renuncia a su plaza y sus derechos deportivos son adquiridos por el Power Volley Milano de Segunda División. 
El Pallavolo Padova participa en el campeonato tras haber ganado la Segunda División (Serie A2) de 2013-14.
| Club                                                                  | Sede              | Región               | Pabellón                             |
| Altotevere Volley                                                     | Città di Castello | Umbría               | Palazzetto dello Sport - Sansepolcro |
| Blu Volley Verona                                                     | Verona            | Véneto               | PalaOlimpia - Verona                 |
| PRC Ravenna                                                           | Rávena            | Emilia-Romaña        | PalaCredito di Romagna - Forlì       |
| Archivo:600px Bisection vertical White HEX-FF0000.svg Volley Piacenza | Piacenza          | Emilia-Romaña        | PalaBanca - Piacenza                 |
| Trentino Volley                                                       | Trento            | Trentino-Alto Adigio | PalaTrento - Trento                  |
| Lube Macerata                                                         | Treia             | Marcas               | PalaCivitanova - Civitanova Marche   |
| Pallavolo Molfetta                                                    | Molfetta          | Apulia               | PalaPoli - Molfetta                  |
| Pallavolo Modena                                                      | Modena            | Emilia-Romaña        | PalaPanini - Modena                  |
| PW Milano                                                             | Milano            | Lombardia            | PalaDesio - Desio                    |
| Sir Safety Perugia                                                    | Perusa            | Umbría               | PalaEvangelisti - Perusa             |
| Pallavolo Padova                                                      | Padua             | Véneto               | PalaFabris - Padua                   |
| Top Volley Latina                                                     | Latina            | Lacio                | PalaBianchini - Latina               |
| Vero Volley Monza                                                     | Milano            | Lombardia            | PalaIper - Monza                     |
| --------------------------------------------------------------------- | ----------------- | -------------------- | ------------------------------------ |

## Clasificación temporada regular
Tras la jornada 24.
| Pos. | Equipo                                                                | Pt | J  | G  | P  | SG | SP | Ratio | PG   | PP   | Ratio |
| ---- | --------------------------------------------------------------------- | -- | -- | -- | -- | -- | -- | ----- | ---- | ---- | ----- |
| 1.   | Trentino Volley                                                       | 62 | 24 | 21 | 3  | 67 | 18 | 3.722 | 2029 | 1724 | 1.176 |
| 2.   | Pallavolo Modena                                                      | 60 | 24 | 20 | 4  | 64 | 19 | 3.368 | 1995 | 1725 | 1.156 |
| 3.   | Lube Macerata                                                         | 57 | 24 | 19 | 5  | 63 | 26 | 2.423 | 2124 | 1913 | 1.110 |
| 4.   | Sir Safety Perugia                                                    | 50 | 24 | 17 | 7  | 59 | 33 | 1.787 | 2154 | 2015 | 1.068 |
| 5.   | Blu Volley Verona                                                     | 47 | 24 | 16 | 8  | 53 | 35 | 1.514 | 2037 | 1961 | 1.038 |
| 6.   | Top Volley Latina                                                     | 41 | 24 | 13 | 11 | 53 | 44 | 1.204 | 2202 | 2093 | 1.052 |
| 7.   | PRC Ravenna                                                           | 35 | 24 | 11 | 13 | 43 | 46 | 0.934 | 1974 | 2016 | 0.979 |
| 8.   | Pallavolo Molfetta                                                    | 32 | 24 | 12 | 12 | 44 | 51 | 0.862 | 2047 | 2161 | 0.947 |
| 9.   | Archivo:600px Bisection vertical White HEX-FF0000.svg Volley Piacenza | 25 | 24 | 8  | 16 | 35 | 54 | 0.648 | 1967 | 2033 | 0.967 |
| 10.  | Vero Volley Monza                                                     | 23 | 24 | 7  | 17 | 34 | 57 | 0.596 | 1979 | 2119 | 0.933 |
| 11.  | Pallavolo Padova                                                      | 15 | 24 | 5  | 19 | 26 | 63 | 0.412 | 1945 | 2118 | 0.918 |
| 12.  | PW Milano                                                             | 11 | 24 | 4  | 20 | 20 | 67 | 0.298 | 1845 | 2103 | 0.877 |
| 13.  | Altotevere Volley                                                     | 10 | 24 | 3  | 21 | 20 | 68 | 0.294 | 1783 | 2100 | 0.849 |

Pt = Puntos; J = Partidos jugados; G = Partidos ganados; P = Partidos perdidos; SG = Sets ganados; SP = Sets perdidos; PG = Puntos ganados; PP = Puntos perdidos
|  | Equipo calificado a los playoff. |

## Resultados
|                                                                       | AlVo | BVVr | PRCR | VoPi | TnV | LuMc | Molf | Mod | PVMi | SSPg | PaPd | TVLt | VVMz |
| --------------------------------------------------------------------- | ---- | ---- | ---- | ---- | --- | ---- | ---- | --- | ---- | ---- | ---- | ---- | ---- |
| Altotevere Volley                                                     | -    | 1-3  | 1-3  | 0-3  | 0-3 | 0-3  | 0-3  | 0-3 | 1-3  | 0-3  | 3-2  | 0-3  | 3-1  |
| Blu Volley Verona                                                     | 3-0  | -    | 3-0  | 3-1  | 3-0 | 3-1  | 3-1  | 0-3 | 3-0  | 3-2  | 3-1  | 1-3  | 3-1  |
| PRC Ravenna                                                           | 3-2  | 3-0  | -    | 3-0  | 0-3 | 0-3  | 2-3  | 0-3 | 3-1  | 1-3  | 3-0  | 3-1  | 0-3  |
| Archivo:600px Bisection vertical White HEX-FF0000.svg Volley Piacenza | 2-3  | 3-0  | 1-3  | -    | 0-3 | 0-3  | 3-0  | 0-3 | 3-1  | 0-3  | 1-3  | 3-2  | 1-3  |
| Trentino Volley                                                       | 3-0  | 3-0  | 3-0  | 3-0  | -   | 3-2  | 3-0  | 3-0 | 3-0  | 3-1  | 3-0  | 3-1  | 3-0  |
| Lube Macerata                                                         | 3-0  | 3-1  | 3-1  | 3-0  | 3-2 | -    | 3-0  | 3-2 | 3-1  | 3-1  | 3-0  | 1-3  | 3-1  |
| Pallavolo Molfetta                                                    | 3-1  | 0-3  | 3-2  | 3-2  | 3-2 | 3-2  | -    | 1-3 | 3-0  | 2-3  | 3-1  | 2-3  | 3-2  |
| Pallavolo Modena                                                      | 3-0  | 3-2  | 3-1  | 3-1  | 1-3 | 3-0  | 3-0  | -   | 3-0  | 3-1  | 3-0  | 3-0  | 3-0  |
| PW Milano                                                             | 3-2  | 0-3  | 0-3  | 0-3  | 0-3 | 0-3  | 0-3  | 0-3 | -    | 0-3  | 2-3  | 0-3  | 2-3  |
| Sir Safety Perugia                                                    | 3-0  | 3-1  | 3-1  | 3-0  | 2-3 | 0-3  | 3-1  | 1-3 | 3-1  | -    | 3-0  | 3-2  | 3-2  |
| Pallavolo Padova                                                      | 3-0  | 1-3  | 1-3  | 3-2  | 0-3 | 1-3  | 3-1  | 0-3 | 2-3  | 0-3  | -    | 0-3  | 1-3  |
| Top Volley Latina                                                     | 3-2  | 2-3  | 3-2  | 2-3  | 2-3 | 1-3  | 3-0  | 3-1 | 3-0  | 0-3  | 3-1  | -    | 3-1  |
| Vero Volley Monza                                                     | 3-1  | 0-3  | 0-3  | 1-3  | 0-3 | 0-3  | 1-3  | 0-3 | 2-3  | 1-3  | 3-0  | 3-1  | -    |

## Playoff
|  | Cuartos (3 partidos) | Cuartos (3 partidos) | Cuartos (3 partidos) | Cuartos (3 partidos) | Cuartos (3 partidos) |   |                  | Semifinales (3 partidos) | Semifinales (3 partidos) | Semifinales (3 partidos) | Semifinales (3 partidos) | Semifinales (3 partidos) |  |   | Final (5 partidos) | Final (5 partidos) | Final (5 partidos) | Final (5 partidos) | Final (5 partidos) | Final (5 partidos) |  |
|  |                      |                      |                      |                      |                      |   |                  |                          |                          |                          |                          |                          |  |   |                    |                    |                    |                    |                    |                    |  |
|  |                      |                      |                      |                      |                      |   |                  |                          |                          |                          |                          |                          |  |   |                    |                    |                    |                    |                    |                    |  |
|  | 1                    | Trentino Volley      | 3                    | 3                    |                      |   |                  |                          |                          |                          |                          |                          |  |   |                    |                    |                    |                    |                    |                    |  |
|  | 1                    | Trentino Volley      | 3                    | 3                    |                      |   |                  |                          |                          |                          |                          |                          |  |   |                    |                    |                    |                    |                    |                    |  |
|  | 8                    | Pallavolo Molfetta   | 0                    | 2                    |                      |   |                  |                          |                          |                          |                          |                          |  |   |                    |                    |                    |                    |                    |                    |  |
|  | 8                    | Pallavolo Molfetta   | 0                    | 2                    |                      | 1 | Trentino Volley  | 3                        | 1                        | 3                        |                          |                          |  |   |                    |                    |                    |                    |                    |                    |  |
|  |                      |                      |                      |                      |                      | 1 | Trentino Volley  | 3                        | 1                        | 3                        |                          |                          |  |   |                    |                    |                    |                    |                    |                    |  |
|  |                      |                      | 4                    | Sir Safety Perugia   | 1                    | 3 | 2                |                          |                          |                          |                          |                          |  |   |                    |                    |                    |                    |                    |                    |  |
|  | 4                    | Sir Safety Perugia   | 4                    | Sir Safety Perugia   | 1                    | 3 | 2                | 2                        | 3                        | 3                        |                          |                          |  |   |                    |                    |                    |                    |                    |                    |  |
|  | 4                    | Sir Safety Perugia   |                      |                      |                      |   |                  |                          |                          | 3                        |                          |                          |  |   |                    |                    |                    |                    |                    |                    |  |
|  | 5                    | Blu Volley Verona    | 3                    | 1                    | 1                    |   |                  |                          |                          |                          |                          |                          |  |   |                    |                    |                    |                    |                    |                    |  |
|  | 5                    | Blu Volley Verona    | 3                    | 1                    | 1                    |   |                  |                          |                          |                          |                          |                          |  | 1 | Trentino Volley    | 3                  | 1                  | 3                  | 3                  |                    |  |
|  |                      |                      |                      |                      |                      |   |                  |                          |                          |                          |                          |                          |  | 1 | Trentino Volley    | 3                  | 1                  | 3                  | 3                  |                    |  |
|  |                      |                      | 2                    | Pallavolo Modena     | 2                    | 3 | 0                | 0                        |                          |                          |                          |                          |  |   |                    |                    |                    |                    |                    |                    |  |
|  | 2                    | Pallavolo Modena     | 2                    | Pallavolo Modena     | 2                    | 3 | 0                | 0                        | 3                        | 3                        |                          |                          |  |   |                    |                    |                    |                    |                    |                    |  |
|  | 2                    | Pallavolo Modena     |                      |                      |                      |   |                  |                          |                          | 3                        |                          |                          |  |   |                    |                    |                    |                    |                    |                    |  |
|  | 7                    | PRC Ravenna          | 1                    | 1                    |                      |   |                  |                          |                          |                          |                          |                          |  |   |                    |                    |                    |                    |                    |                    |  |
|  | 7                    | PRC Ravenna          | 1                    | 1                    |                      | 2 | Pallavolo Modena | 3                        | 3                        |                          |                          |                          |  |   |                    |                    |                    |                    |                    |                    |  |
|  |                      |                      |                      |                      |                      | 2 | Pallavolo Modena | 3                        | 3                        |                          |                          |                          |  |   |                    |                    |                    |                    |                    |                    |  |
|  |                      |                      | 6                    | Top Volley Latina    | 2                    | 0 |                  |                          |                          |                          |                          |                          |  |   |                    |                    |                    |                    |                    |                    |  |
|  | 3                    | Lube Volley          | 6                    | Top Volley Latina    | 2                    | 0 | 1                | 3                        | 1                        |                          |                          |                          |  |   |                    |                    |                    |                    |                    |                    |  |
|  | 3                    | Lube Volley          |                      |                      |                      |   |                  |                          |                          |                          |                          |                          |  |   |                    |                    |                    |                    |                    |                    |  |
|  | 6                    | Top Volley Latina    | 3                    | 2                    | 3                    |   |                  |                          |                          |                          |                          |                          |  |   |                    |                    |                    |                    |                    |                    |  |
|  | 6                    | Top Volley Latina    | 3                    | 2                    | 3                    |   |                  |                          |                          |                          |                          |                          |  |   |                    |                    |                    |                    |                    |                    |  |
|  |                      |                      |                      |                      |                      |   |                  |                          |                          |                          |                          |                          |  |   |                    |                    |                    |                    |                    |                    |  |

### Cuartos de final
| Fecha | Sede                        | Partido                                      | Resultado                               |
| 15/04 | PalaTrento - Trento         | Trentino Volley – Pallavolo Molfetta         | 3-0 (25-13, 25-20, 25-20)               |
| 11/04 | PalaEvangelisti - Perusa    | Sir Safety Perugia – Blue Volley Verona      | 2-3 (18-25, 25-21, 16-25, 25-21, 12-15) |
| 12/04 | PalaPanini - Modena         | Pallavolo Modena – Porto Robur Costa Ravenna | 3-1 (18-25, 25-13, 25-20, 25-13)        |
| 12/04 | PalaCivitanova - Civitanova | Lube Treia – Top Volley Latina               | 1-3 (25-21, 19-25, 17-25, 19-25)        |

| Fecha | Sede                           | Partido                                     | Resultado                               |
| 19/04 | PalaPoli - Molfetta            | Pallavolo Molfetta - Trentino Volley        | 2-3 (20-25, 25-22, 15-25, 25-23, 10-15) |
| 19/04 | PalaOlimpia - Verona           | Blu Volley Verona - Sir Safety Perugia      | 1-3 (19-25, 14-25, 26-24, 23-25)        |
| 19/04 | PalaCredito di Romagna - Forlì | Porto Robur Costa Ravenna- Pallavolo Modena | 1-3 (29-27, 19-25, 19-25, 21-25)        |
| 19/04 | PalaBianchini - Latina         | Top Volley Latina - Lube Treia              | 2-3 (23-25, 25-17, 22-25, 25-12, 12-15) |

| Fecha | Sede                        | Partido                                 | Resultado                        |
| 22/04 | PalaEvangelisti - Perusa    | Sir Safety Perugia - Blue Volley Verona | 3-1 (25-20, 21-25, 26-24, 21-18) |
| 22/04 | PalaCivitanova - Civitanova | Lube Treia – Top Volley Latina          | 1-3 (22-25, 25-16, 15-25, 25-27) |

### Semifinales
| Fecha | Sede                | Partido                              | Resultado                               |
| 25/04 | PalaTrento - Trento | Trentino Volley – Sir Safety Perugia | 3-0 (29-31, 25-18, 25-23, 25-18)        |
| 25/04 | PalaPanini - Modena | Pallavolo Modena – Top Volley Latina | 3-2 (25-22, 25-14, 21-25, 22-25, 15-12) |

| Fecha | Sede                     | Partido                              | Resultado                        |
| 28/04 | PalaEvangelisti - Perusa | Sir Safety Perugia - Trentino Volley | 3-1 (25-22, 28-26, 12-25, 25-18) |
| 28/04 | PalaBianchini - Latina   | Top Volley Latina - Pallavolo Modena | 0-3 (20-25, 19-25, 22-25)        |

| Fecha | Sede                | Partido                              | Resultado                               |
| 01/05 | PalaTrento - Trento | Trentino Volley – Sir Safety Perugia | 3-2 (25-20, 29-27, 22-25, 25-27, 16-14) |

### Final
| Fecha | Sede                | Partido                            | Resultado                               |
| 03/05 | PalaTrento - Trento | Trentino Volley – Pallavolo Modena | 3-2 (23-25, 17-25, 29-27, 28-26, 15-12) |

| Fecha | Sede                | Partido                            | Resultado                        |
| 06/05 | PalaPanini - Modena | Pallavolo Modena – Trentino Volley | 3-1 (19-25, 25-23, 25-21, 26-24) |

| Fecha | Sede                | Partido                            | Resultado                 |
| 10/05 | PalaTrento - Trento | Trentino Volley – Pallavolo Modena | 3-0 (25-23, 25-23, 25-22) |

| Fecha | Sede                | Partido                            | Resultado                 |
| 13/05 | PalaPanini - Modena | Pallavolo Modena – Trentino Volley | 0-3 (24-26, 20-25, 19-25) |

### Campeón
| Campeón de la SuperLega 2014-15 |
| ------------------------------- |
| Trentino Volley 4º Título       |